# Donji Cerovac
Donji Cerovac is een plaats in de gemeente Slunj in de Kroatische provincie Karlovac. De plaats telt 131 inwoners (2001).